# Processo Fischer-Tropsch
Il processo Fischer-Tropsch è un processo chimico industriale utilizzato per produrre combustibili sintetici o olio sintetico a partire da miscele gassose di monossido di carbonio e idrogeno ("gas di sintesi", in inglese syngas) in presenza di catalizzatore.

## Il processo
Chimicamente il processo consiste in una riduzione del monossido di carbonio (CO) ad opera dell'idrogeno (H2) in condizioni di temperatura comprese tra i 170-220 °C e pressione di 1-10 atmosfere. La reazione viene condotta su un letto catalitico costituito da ossido di cobalto, cobalto metallico, ossido di magnesio e biossido di torio supportato da farina fossile. In tal modo è possibile ottenere idrocarburi caratterizzati da diversa grandezza della catena carboniosa e diverso grado di saturazione. Sostituendo l'ossido di cobalto con l'ossido ferrico si ottengono prevalentemente idrocarburi di basso peso molecolare.
L'equazione chimica che governa in generale la formazione di alcani è
nCO + (2n+1)H2 → CnH2n+2 + nH2O
mentre quella relativa alla formazione di alcheni è:
nCO + 2nH2 → CnH2n + nH2O.
Il meccanismo di reazione implicato prevede l'iniziale formazione di un complesso cobalto-carbonilico (l'effettivo catalizzatore) che successivamente reagisce con l'idrogeno formando un carbinolo. Due molecole di carbinolo danno quindi una reazione di condensazione formando un prodotto che reagisce col monossido di carbonio e con l'idrogeno producendo il cobalto-carbonile e un nuovo complesso metallico alchilato. Il meccanismo è di tipo "a catena" e per ogni ciclo si ha un allungamento della catena alchilica fino al punto in cui avviene la reazione di rottura che porta alla formazione del cobalto-carbonile originario, di acqua e dell'idrocarburo finale.
Da 1 m3 di miscela di CO + H2 si ottengono 130-140 g di miscela idrocarburica, con un rendimento in peso del 61,9-66,7%. Le benzine ottenute hanno numero di ottano basso (massimo 40) e sono dunque necessari ulteriori trattamenti quali il reforming catalitico o l'aggiunta di antidetonanti. La frazione altobollente è un ottimo carburante per motori Diesel.

## Storia
Furono i chimici tedeschi Franz Fischer e Hans Tropsch, ricercatori presso l'Istituto Kaiser Wilhelm, a brevettare il processo nel 1925. Il primo impianto pilota venne realizzato in Germania nel 1934, mentre l'applicazione su scala industriale avvenne nel 1936. Il processo Fischer-Tropsch ebbe un ruolo rilevante nella Germania nazista durante il periodo della seconda guerra mondiale, fornendo energia tramite gassificazione del carbone e quindi evitando la necessità di fare ricorso alle scorte estere di petrolio.
In Sudafrica, a seguito dell'embargo petrolifero durante il periodo dell'apartheid, nacque negli anni 1950 la compagnia Sasol con lo scopo di sfruttare la gassificazione delle grandi riserve interne di carbone per produrre combustibili che potessero soddisfare il fabbisogno nazionale tramite il processo Fischer-Tropsch. Ancora oggi la Sasol è molto attiva nell'ambito della ricerca e dell'applicazione di questa tecnologia.
Nel 1993, a Bintulu (Malaysia), la Shell costruì un impianto che produce il gas di sintesi necessario per attuare il processo Fischer-Tropsch partendo dal gas naturale; tale tecnologia viene definita Gas-to-Liquids per distinguerla dalla Coal-to-Liquids originariamente sfruttata in Germania e Sudafrica. Attualmente l'uso del gas naturale è divenuto prevalente.